# Marietta (Georgia)
Marietta város az USA Georgia államában. Lakosainak száma 60 972 fő (2020. április 1.).

## Népesség
A település népességének változása:
| Lakosok száma | 58 478 | 56 579 | 59 067 | 60 972 |
|               | 2000   | 2010   | 2015   | 2020   |